# Asociación de Tenis Femenino
La Asociación de Tenis Femenino (WTA, sigla de su nombre oficial Women's Tennis Association en idioma inglés) es el ente rector que organiza el WTA Tour, principal circuito profesional del tenis femenino a nivel mundial. A modo comparativo, es al tenis femenino lo que la ATP al tenis masculino. 
La WTA fue fundada en junio de 1973 por Billie Jean King y tiene sus orígenes en el torneo inaugural de Virginia Slims, organizado por Gladys Heldman, y celebrado el 23 de septiembre de 1970 en el Houston Racquet Club (Texas, EE. UU.).
Cuando se fundó la Asociación de Tenis Femenino, Billie Jean King era una de las nueve jugadoras que componían la WTA, también conocida como las Original 9, que incluía a Julie Heldman, Valerie Ziegenfuss, Judy Dalton, Kristy Pigeon, Peaches Bartkowicz, Kerry Melville Reid, Nancy Richey y Rosie Casals. 
Actualmente, la WTA tiene más de 2500 jugadoras de casi 100 países compitiendo por más de $150 millones en premios.

## WTA Tour

### Actual
El circuito WTA se divide en varios torneos femeninos:
1. Grand Slam
2. WTA Finals
3. WTA Elite Trophy
4. WTA 1000: 9 torneos.
5. WTA 500: 11 torneos.
6. WTA 250: 30 torneos.
7. WTA 125: 17 torneos.

### Anteriores
- De 2008 hasta 2020 se denominaban Torneos WTA Premier:

1. Premier (mínimo de $776 000): 21 torneos.
2. International ($250 000): 29 torneos.

- De 1988 hasta 2008 se denominaban Torneos Tier:

1. Tier I (mínimo de $1 340 000): 9 torneos.
2. Tier II (mínimo de $600 000): 6 torneos.
3. Tier III (mínimo de $175 000): 17 torneos.
4. Tier IV (mínimo de $145 000): 12 torneos.

## Ranking WTA
La WTA realiza semanalmente una clasificación en la que cuenta los puntos obtenidos en las diferentes rondas de los torneos. La tabla que se muestra a continuación, refleja la distribución de los puntos según el tipo de torneo.
| Categoría                                 | W     | F     | SF   | QF                                                                                  | R16                                                                                 | R32                                                                                 | R64                                                                                 | R128                                                                                | QLFR                                                                                | Q3                                                                                  | Q2                                                                                  | Q1                                                                                  |  |
| Grand Slam (S)                            | 2000  | 1300  | 780  | 430                                                                                 | 240                                                                                 | 130                                                                                 | 70                                                                                  | 10                                                                                  | 40                                                                                  | 30                                                                                  | 20                                                                                  | 2                                                                                   |  |
| Grand Slam (D)                            | 2000  | 1300  | 780  | 430                                                                                 | 240                                                                                 | 130                                                                                 | 10                                                                                  | -                                                                                   | 40                                                                                  | -                                                                                   | -                                                                                   | -                                                                                   |  |
| WTA Finals (S)                            | 1500* | 1080* | 750* | +125 por partido jugado en el round robin +250 por partido ganado en el round robin | +125 por partido jugado en el round robin +250 por partido ganado en el round robin | +125 por partido jugado en el round robin +250 por partido ganado en el round robin | +125 por partido jugado en el round robin +250 por partido ganado en el round robin | +125 por partido jugado en el round robin +250 por partido ganado en el round robin | +125 por partido jugado en el round robin +250 por partido ganado en el round robin | +125 por partido jugado en el round robin +250 por partido ganado en el round robin | +125 por partido jugado en el round robin +250 por partido ganado en el round robin | +125 por partido jugado en el round robin +250 por partido ganado en el round robin |  |
| WTA Finals (D)                            | 1500  | 1080  | 750  | 375                                                                                 |                                                                                     |                                                                                     |                                                                                     |                                                                                     |                                                                                     |                                                                                     |                                                                                     |                                                                                     |  |
| WTA Elite Trophy (S)                      | 700*  | 440*  | 240* | +40 por partido jugado en el round robin +80 por partido ganado en el round robin   | +40 por partido jugado en el round robin +80 por partido ganado en el round robin   | +40 por partido jugado en el round robin +80 por partido ganado en el round robin   | +40 por partido jugado en el round robin +80 por partido ganado en el round robin   | +40 por partido jugado en el round robin +80 por partido ganado en el round robin   | +40 por partido jugado en el round robin +80 por partido ganado en el round robin   | +40 por partido jugado en el round robin +80 por partido ganado en el round robin   | +40 por partido jugado en el round robin +80 por partido ganado en el round robin   | +40 por partido jugado en el round robin +80 por partido ganado en el round robin   |  |
| WTA 1000 (96S/48Q)                        | 1000  | 650   | 390  | 215                                                                                 | 120                                                                                 | 65                                                                                  | 35                                                                                  | 10                                                                                  | 30                                                                                  | -                                                                                   | 20                                                                                  | 2                                                                                   |  |
| WTA 1000 (64/60S/32Q)                     | 1000  | 650   | 390  | 215                                                                                 | 120                                                                                 | 65                                                                                  | 10                                                                                  | -                                                                                   | 30                                                                                  | -                                                                                   | 20                                                                                  | 2                                                                                   |  |
| WTA 1000 (28/32D)                         | 1000  | 650   | 390  | 215                                                                                 | 120                                                                                 | 10                                                                                  | -                                                                                   | -                                                                                   | -                                                                                   | -                                                                                   | -                                                                                   | -                                                                                   |  |
| WTA 1000 (56S/64Q)                        | 900   | 585   | 350  | 190                                                                                 | 105                                                                                 | 60                                                                                  | 1                                                                                   | -                                                                                   | 30                                                                                  | 22                                                                                  | 15                                                                                  | 1                                                                                   |  |
| WTA 1000 (56S/48/32Q)                     | 900   | 585   | 350  | 190                                                                                 | 105                                                                                 | 60                                                                                  | 1                                                                                   | -                                                                                   | 30                                                                                  | -                                                                                   | 20                                                                                  | 1                                                                                   |  |
| WTA 1000 (28D)                            | 900   | 585   | 350  | 190                                                                                 | 105                                                                                 | 1                                                                                   | -                                                                                   | -                                                                                   | -                                                                                   | -                                                                                   | -                                                                                   | -                                                                                   |  |
| WTA 1000* (16D)                           | 900   | 585   | 350  | 190                                                                                 | 1                                                                                   | -                                                                                   | -                                                                                   | -                                                                                   | -                                                                                   | -                                                                                   | -                                                                                   | -                                                                                   |  |
| WTA 500 (56S)                             | 470   | 305   | 185  | 100                                                                                 | 55                                                                                  | 30                                                                                  | 1                                                                                   | -                                                                                   | 25                                                                                  | -                                                                                   | 13                                                                                  | 1                                                                                   |  |
| WTA 500 (32S)                             | 470   | 305   | 185  | 100                                                                                 | 55                                                                                  | 1                                                                                   | -                                                                                   | -                                                                                   | 25                                                                                  | 18                                                                                  | 13                                                                                  | 1                                                                                   |  |
| WTA 500 (16D)                             | 470   | 305   | 185  | 100                                                                                 | 1                                                                                   | -                                                                                   | -                                                                                   | -                                                                                   | -                                                                                   | -                                                                                   | -                                                                                   | -                                                                                   |  |
| WTA 250 (32S/32Q)                         | 280   | 180   | 110  | 60                                                                                  | 30                                                                                  | 1                                                                                   | -                                                                                   | -                                                                                   | 18                                                                                  | 14                                                                                  | 10                                                                                  | 1                                                                                   |  |
| WTA 250 (32S/16Q)                         | 280   | 180   | 110  | 60                                                                                  | 30                                                                                  | 1                                                                                   | -                                                                                   | -                                                                                   | 18                                                                                  | -                                                                                   | 12                                                                                  | 1                                                                                   |  |
| WTA 250 (16D)                             | 280   | 180   | 110  | 60                                                                                  | 1                                                                                   | -                                                                                   | -                                                                                   | -                                                                                   | -                                                                                   | -                                                                                   | -                                                                                   | -                                                                                   |  |
| WTA 125 (S)                               | 160   | 95    | 57   | 29                                                                                  | 15                                                                                  | 1                                                                                   | -                                                                                   | -                                                                                   | 6                                                                                   | -                                                                                   | 4                                                                                   | 1                                                                                   |  |
| WTA 125 (16D)                             | 160   | 95    | 57   | 29                                                                                  | 1                                                                                   | -                                                                                   | -                                                                                   | -                                                                                   | -                                                                                   | -                                                                                   | -                                                                                   | -                                                                                   |  |
| ITF Circuit Events ITF $100,000 H (32/16) | 150   | 90    | 55   | 28                                                                                  | 14/1                                                                                | 1                                                                                   | -                                                                                   | -                                                                                   | 6                                                                                   | 4                                                                                   | 1                                                                                   | -                                                                                   |  |
| ITF Circuit Events ITF $100,000 (32/16)   | 140   | 85    | 50   | 25                                                                                  | 13/1                                                                                | 1                                                                                   | -                                                                                   | -                                                                                   | 6                                                                                   | 4                                                                                   | 1                                                                                   | -                                                                                   |  |
| ITF Circuit Events ITF $75,000 H (32/16)  | 130   | 80    | 48   | 24                                                                                  | 12/1                                                                                | 1                                                                                   | -                                                                                   | -                                                                                   | 5                                                                                   | 3                                                                                   | 1                                                                                   | -                                                                                   |  |
| ITF Circuit Events ITF $75,000 (32/16)    | 115   | 70    | 42   | 21                                                                                  | 10/1                                                                                | 1                                                                                   | -                                                                                   | -                                                                                   | 5                                                                                   | 3                                                                                   | 1                                                                                   | -                                                                                   |  |
| ITF Circuit Events ITF $50,000 H (32/16)  | 100   | 60    | 36   | 18                                                                                  | 9/1                                                                                 | 1                                                                                   | -                                                                                   | -                                                                                   | 5                                                                                   | 3                                                                                   | 1                                                                                   | -                                                                                   |  |
| ITF Circuit Events ITF $50,000 (32/16)    | 80    | 48    | 29   | 15                                                                                  | 8/1                                                                                 | 1                                                                                   | -                                                                                   | -                                                                                   | 5                                                                                   | 3                                                                                   | 1                                                                                   | -                                                                                   |  |
| ITF Circuit Events ITF $25,000 H (32/16)  | 60    | 36    | 22   | 11                                                                                  | 6/1                                                                                 | 1                                                                                   | -                                                                                   | -                                                                                   | 2                                                                                   | -                                                                                   | -                                                                                   | -                                                                                   |  |
| ITF Circuit Events ITF $25,000 (32/16)    | 50    | 30    | 18   | 9                                                                                   | 5/1                                                                                 | 1                                                                                   | -                                                                                   | -                                                                                   | 1                                                                                   | -                                                                                   | -                                                                                   | -                                                                                   |  |
| ITF Circuit Events ITF $15,000 (32/16)    | 25    | 15    | 9    | 5                                                                                   | 1/0                                                                                 | 0                                                                                   | -                                                                                   | -                                                                                   | -                                                                                   | -                                                                                   | -                                                                                   | -                                                                                   |  |
| ITF Circuit Events ITF $10,000 (32/16)    | 12    | 7     | 4    | 2                                                                                   | 1/0                                                                                 | 0                                                                                   | -                                                                                   | -                                                                                   | -                                                                                   | -                                                                                   | -                                                                                   | -                                                                                   |  |

(*)Los torneos antes conocidos como Premier Mandatory y Premier 5 se fusionaron en la reorganización de 2021 y pasaron a llamarse WTA 1000, es por eso que algunos torneos dan una distribución de puntos.
"S" Individual.

"D" Dobles.

"Q" Calificación.

"H" Se proporciona hospitalidad.

"*" Si pasa el Round Robin invicto.

## Jugadoras que lograron ser n.º 1 en el WTA Tour Ranking en individuales
(actualizado el 14 de octubre de 2024)
| | País                                                       | Jugadoras                   | Fecha de inicio          | Fecha de final           | Semanas seguidas | Semanas totales |
| --- | ---------------------------------------------------------- | --------------------------- | ------------------------ | ------------------------ | ---------------- | --------------- |
| 1 | Bandera de Estados Unidos                                  | Chris Evert                 | 3 de noviembre de 1975   | 25 de abril de 1976      | 25               | 25              |
| 2 | Bandera de Australia                                       | Evonne Goolagong Cawley     | 26 de abril de 1976      | 9 de mayo de 1976        | 2                | 2               |
| | Bandera de Estados Unidos                                  | Chris Evert (2)             | 10 de mayo de 1976       | 9 de julio de 1978       | 113              | 138             |
| 3 | Bandera de República Checa · Bandera de Estados Unidos     | Martina Navrátilová         | 10 de julio de 1978      | 14 de enero de 1979      | 27               | 27              |
| | Bandera de Estados Unidos                                  | Chris Evert (3)             | 15 de enero de 1979      | 28 de enero de 1979      | 2                | 142             |
| | Bandera de República Checa · Bandera de Estados Unidos     | Martina Navrátilová (2)     | 29 de enero de 1979      | 25 de febrero de 1979    | 4                | 31              |
| | Bandera de Estados Unidos                                  | Chris Evert (4)             | 26 de febrero de 1979    | 15 de abril de 1979      | 7                | 149             |
| | Bandera de República Checa · Bandera de Estados Unidos     | Martina Navrátilová (3)     | 16 de abril de 1979      | 24 de junio de 1979      | 10               | 41              |
| | Bandera de Estados Unidos                                  | Chris Evert (5)             | 25 de junio de 1979      | 9 de septiembre de 1979  | 11               | 160             |
| | Bandera de República Checa · Bandera de Estados Unidos     | Martina Navrátilová (4)     | 10 de septiembre de 1979 | 6 de abril de 1980       | 30               | 71              |
| 4 | Bandera de Estados Unidos                                  | Tracy Austin                | 7 de abril de 1980       | 20 de abril de 1980      | 2                | 2               |
| | Bandera de República Checa · Bandera de Estados Unidos     | Martina Navrátilová (5)     | 21 de abril de 1980      | 6 de julio de 1980       | 11               | 82              |
| | Bandera de Estados Unidos                                  | Tracy Austin (2)            | 7 de julio de 1980       | 16 de noviembre de 1980  | 19               | 21              |
| | Bandera de Estados Unidos                                  | Chris Evert (6)             | 17 de noviembre de 1980  | 2 de mayo de 1982        | 76               | 236             |
| | Bandera de República Checa · Bandera de Estados Unidos     | Martina Navrátilová (6)     | 3 de mayo de 1982        | 16 de mayo de 1982       | 2                | 84              |
| | Bandera de Estados Unidos                                  | Chris Evert (7)             | 17 de mayo de 1982       | 13 de junio de 1982      | 4                | 240             |
| | Bandera de República Checa · Bandera de Estados Unidos     | Martina Navrátilová (7)     | 14 de junio de 1982      | 9 de junio de 1985       | 156              | 240             |
| | Bandera de Estados Unidos                                  | Chris Evert (8)             | 10 de junio de 1985      | 13 de octubre de 1985    | 18               | 256             |
| | Bandera de República Checa · Bandera de Estados Unidos     | Martina Navrátilová (8)     | 14 de octubre de 1985    | 27 de octubre de 1985    | 2                | 242             |
| | Bandera de Estados Unidos                                  | Chris Evert (9)             | 28 de octubre de 1985    | 24 de noviembre de 1985  | 4                | 260             |
| | Bandera de República Checa · Bandera de Estados Unidos     | Martina Navrátilová (9)     | 25 de noviembre de 1985  | 16 de agosto de 1987     | 90               | 332             |
| 5 | Bandera de Alemania                                        | Steffi Graf                 | 17 de agosto de 1987     | 10 de marzo de 1991      | 186              | 186             |
| 6 |                                                            | Monica Seles                | 11 de marzo de 1991      | 4 de agosto de 1991      | 21               | 21              |
| | Bandera de Alemania                                        | Steffi Graf (2)             | 5 de agosto de 1991      | 11 de agosto de 1991     | 1                | 187             |
| |                                                            | Monica Seles (2)            | 12 de agosto de 1991     | 18 de agosto de 1991     | 1                | 22              |
| | Bandera de Alemania                                        | Steffi Graf (3)             | 19 de agosto de 1991     | 8 de septiembre de 1991  | 3                | 190             |
| |                                                            | Monica Seles (3)            | 9 de septiembre de 1991  | 6 de junio de 1993       | 91               | 113             |
| | Bandera de Alemania                                        | Steffi Graf (4)             | 7 de junio de 1993       | 5 de febrero de 1995     | 87               | 277             |
| 7 | Bandera de España                                          | Arantxa Sánchez Vicario     | 6 de febrero de 1995     | 19 de febrero de 1995    | 2                | 2               |
| | Bandera de Alemania                                        | Steffi Graf (5)             | 20 de febrero de 1995    | 26 de febrero de 1995    | 1                | 278             |
| | Bandera de España                                          | Arantxa Sánchez Vicario (2) | 27 de febrero de 1995    | 9 de abril de 1995       | 6                | 8               |
| | Bandera de Alemania                                        | Steffi Graf (6)             | 10 de abril de 1995      | 14 de mayo de 1995       | 5                | 283             |
| | Bandera de España                                          | Arantxa Sánchez Vicario (3) | 15 de mayo de 1995       | 11 de junio de 1995      | 4                | 12              |
| | Bandera de Alemania                                        | Steffi Graf (7)             | 12 de junio de 1995      | 13 de agosto de 1995     | 9                | 292             |
| | Bandera de Alemania                                        | Steffi Graf (7)             | 14 de agosto de 1995     | 3 de noviembre de 1996   | 64               | 356             |
| | Bandera de Serbia y Montenegro · Bandera de Estados Unidos | Monica Seles (4)            | 14 de agosto de 1995     | 3 de noviembre de 1996   | 64               | 177             |
| | Bandera de Alemania                                        | Steffi Graf (7)             | 4 de noviembre de 1996   | 17 de noviembre de 1996  | 2                | 358             |
| | Bandera de Alemania                                        | Steffi Graf (7)             | 18 de noviembre de 1996  | 24 de noviembre de 1996  | 1                | 359             |
| | Bandera de Serbia y Montenegro · Bandera de Estados Unidos | Monica Seles (5)            | 18 de noviembre de 1996  | 24 de noviembre de 1996  | 1                | 178             |
| | Bandera de Alemania                                        | Steffi Graf (7)             | 25 de noviembre de 1996  | 30 de marzo de 1997      | 18               | 377             |
| 8 | Bandera de Suiza                                           | Martina Hingis              | 31 de marzo de 1997      | 11 de octubre de 1998    | 80               | 80              |
| 9 | Bandera de Estados Unidos                                  | Lindsay Davenport           | 12 de octubre de 1998    | 7 de febrero de 1999     | 17               | 17              |
| | Bandera de Suiza                                           | Martina Hingis (2)          | 8 de febrero de 1999     | 4 de julio de 1999       | 21               | 101             |
| | Bandera de Estados Unidos                                  | Lindsay Davenport (2)       | 5 de julio de 1999       | 8 de agosto de 1999      | 5                | 22              |
| | Bandera de Suiza                                           | Martina Hingis (3)          | 9 de agosto de 1999      | 2 de abril de 2000       | 34               | 135             |
| | Bandera de Estados Unidos                                  | Lindsay Davenport (3)       | 3 de abril de 2000       | 7 de mayo de 2000        | 5                | 27              |
| | Bandera de Suiza                                           | Martina Hingis (4)          | 8 de mayo de 2000        | 14 de mayo de 2000       | 1                | 136             |
| | Bandera de Estados Unidos                                  | Lindsay Davenport (4)       | 15 de mayo de 2000       | 21 de mayo de 2000       | 1                | 28              |
| | Bandera de Suiza                                           | Martina Hingis (5)          | 22 de mayo de 2000       | 14 de octubre de 2001    | 73               | 209             |
| 10 | Bandera de Estados Unidos                                  | Jennifer Capriati           | 15 de octubre de 2001    | 4 de noviembre de 2001   | 3                | 3               |
| | Bandera de Estados Unidos                                  | Lindsay Davenport (5)       | 5 de noviembre de 2001   | 13 de enero de 2002      | 10               | 38              |
| | Bandera de Estados Unidos                                  | Jennifer Capriati (2)       | 14 de enero de 2002      | 24 de febrero de 2002    | 6                | 9               |
| 11 | Bandera de Estados Unidos                                  | Venus Williams              | 25 de febrero de 2002    | 17 de marzo de 2002      | 3                | 3               |
| | Bandera de Estados Unidos                                  | Jennifer Capriati (3)       | 18 de marzo de 2002      | 21 de abril de 2002      | 5                | 14              |
| | Bandera de Estados Unidos                                  | Venus Williams (2)          | 22 de abril de 2002      | 19 de mayo de 2002       | 4                | 7               |
| | Bandera de Estados Unidos                                  | Jennifer Capriati (4)       | 20 de mayo de 2002       | 9 de junio de 2002       | 3                | 17              |
| | Bandera de Estados Unidos                                  | Venus Williams (3)          | 10 de junio de 2002      | 7 de julio de 2002       | 4                | 11              |
| 12 | Bandera de Estados Unidos                                  | Serena Williams             | 8 de julio de 2002       | 10 de agosto de 2003     | 57               | 57              |
| 13 | Bandera de Bélgica                                         | Kim Clijsters               | 11 de agosto de 2003     | 19 de octubre de 2003    | 10               | 10              |
| 14 | Bandera de Bélgica                                         | Justine Henin               | 20 de octubre de 2003    | 26 de octubre de 2003    | 1                | 1               |
| | Bandera de Bélgica                                         | Kim Clijsters (2)           | 27 de octubre de 2003    | 9 de noviembre de 2003   | 2                | 12              |
| | Bandera de Bélgica                                         | Justine Henin (2)           | 10 de noviembre de 2003  | 12 de septiembre de 2004 | 44               | 45              |
| 15 | Bandera de Francia                                         | Amélie Mauresmo             | 13 de septiembre de 2004 | 17 de octubre de 2004    | 5                | 5               |
| | Bandera de Estados Unidos                                  | Lindsay Davenport (6)       | 18 de octubre de 2004    | 21 de agosto de 2005     | 44               | 82              |
| 16 | Bandera de Rusia                                           | María Sharápova             | 22 de agosto de 2005     | 28 de agosto de 2005     | 1                | 1               |
| | Bandera de Estados Unidos                                  | Lindsay Davenport (7)       | 29 de agosto de 2005     | 11 de septiembre de 2005 | 2                | 84              |
| | Bandera de Rusia                                           | María Sharápova (2)         | 12 de septiembre de 2005 | 23 de octubre de 2005    | 6                | 7               |
| | Bandera de Estados Unidos                                  | Lindsay Davenport (8)       | 24 de octubre de 2005    | 29 de enero de 2006      | 14               | 98              |
| | Bandera de Bélgica                                         | Kim Clijsters (3)           | 30 de enero de 2006      | 19 de marzo de 2006      | 7                | 19              |
| | Bandera de Francia                                         | Amélie Mauresmo (2)         | 20 de marzo de 2006      | 12 de noviembre de 2006  | 34               | 39              |
| | Bandera de Bélgica                                         | Justine Henin (3)           | 13 de noviembre de 2006  | 28 de enero de 2007      | 11               | 56              |
| | Bandera de Rusia                                           | María Sharápova (3)         | 29 de enero de 2007      | 18 de marzo de 2007      | 7                | 14              |
| | Bandera de Bélgica                                         | Justine Henin (4)           | 19 de marzo de 2007      | 18 de mayo de 2008       | 61               | 117             |
| | Bandera de Rusia                                           | María Sharápova (4)         | 19 de mayo de 2008       | 8 de junio de 2008       | 3                | 17              |
| 17 | Bandera de Serbia                                          | Ana Ivanović                | 9 de junio de 2008       | 10 de agosto de 2008     | 9                | 9               |
| 18 | Bandera de Serbia                                          | Jelena Janković             | 11 de agosto de 2008     | 17 de agosto de 2008     | 1                | 1               |
| | Bandera de Serbia                                          | Ana Ivanović (2)            | 18 de agosto de 2008     | 7 de septiembre de 2008  | 3                | 12              |
| | Bandera de Estados Unidos                                  | Serena Williams (2)         | 8 de septiembre de 2008  | 5 de octubre de 2008     | 4                | 61              |
| | Bandera de Serbia                                          | Jelena Janković (2)         | 6 de octubre de 2008     | 1 de febrero de 2009     | 17               | 18              |
| | Bandera de Estados Unidos                                  | Serena Williams (3)         | 2 de febrero de 2009     | 19 de abril de 2009      | 11               | 72              |
| 19 | Bandera de Rusia                                           | Dinara Sáfina               | 20 de abril de 2009      | 11 de octubre de 2009    | 25               | 25              |
| | Bandera de Estados Unidos                                  | Serena Williams (4)         | 12 de octubre de 2009    | 25 de octubre de 2009    | 2                | 74              |
| | Bandera de Rusia                                           | Dinara Sáfina (2)           | 26 de octubre de 2009    | 1 de noviembre de 2009   | 1                | 26              |
| | Bandera de Estados Unidos                                  | Serena Williams (5)         | 2 de noviembre de 2009   | 10 de octubre de 2010    | 49               | 123             |
| 20 | Bandera de Dinamarca                                       | Caroline Wozniacki          | 11 de octubre de 2010    | 13 de febrero de 2011    | 18               | 18              |
| | Bandera de Bélgica                                         | Kim Clijsters (4)           | 14 de febrero de 2011    | 20 de febrero de 2011    | 1                | 20              |
| | Bandera de Dinamarca                                       | Caroline Wozniacki (2)      | 21 de febrero de 2011    | 29 de enero de 2012      | 49               | 67              |
| 21 | Bandera de Bielorrusia                                     | Victoria Azarenka           | 30 de enero de 2012      | 10 de junio de 2012      | 19               | 19              |
| | Bandera de Rusia                                           | María Sharápova (5)         | 11 de junio de 2012      | 8 de julio de 2012       | 4                | 21              |
| | Bandera de Bielorrusia                                     | Victoria Azarenka (2)       | 9 de julio de 2012       | 17 de febrero de 2013    | 32               | 51              |
| | Bandera de Estados Unidos                                  | Serena Williams (6)         | 18 de febrero de 2013    | 11 de septiembre de 2016 | 186              | 309             |
| 22 | Bandera de Alemania                                        | Angelique Kerber            | 12 de septiembre de 2016 | 29 de enero de 2017      | 20               | 20              |
| | Bandera de Estados Unidos                                  | Serena Williams (7)         | 30 de enero de 2017      | 19 de marzo de 2017      | 7                | 316             |
| | Bandera de Alemania                                        | Angelique Kerber (2)        | 20 de marzo de 2017      | 23 de abril de 2017      | 5                | 25              |
| | Bandera de Estados Unidos                                  | Serena Williams (8)         | 24 de abril de 2017      | 14 de mayo de 2017       | 3                | 319             |
| | Bandera de Alemania                                        | Angelique Kerber (3)        | 15 de mayo de 2017       | 16 de julio de 2017      | 9                | 34              |
| 23 | Bandera de República Checa                                 | Karolína Plíšková           | 17 de julio de 2017      | 10 de septiembre de 2017 | 8                | 8               |
| 24 | Bandera de España                                          | Garbiñe Muguruza            | 11 de septiembre de 2017 | 8 de octubre de 2017     | 4                | 4               |
| 25 | Bandera de Rumania                                         | Simona Halep                | 9 de octubre de 2017     | 28 de enero de 2018      | 16               | 16              |
| | Bandera de Dinamarca                                       | Caroline Wozniacki (3)      | 29 de enero de 2018      | 25 de febrero de 2018    | 4                | 71              |
| | Bandera de Rumania                                         | Simona Halep (2)            | 26 de febrero de 2018    | 27 de enero de 2019      | 48               | 64              |
| 26 | Bandera de Japón                                           | Naomi Osaka                 | 28 de enero de 2019      | 23 de junio de 2019      | 21               | 21              |
| 27 | Bandera de Australia                                       | Ashleigh Barty              | 24 de junio de 2019      | 11 de agosto de 2019     | 7                | 7               |
| | Bandera de Japón                                           | Naomi Osaka (2)             | 12 de agosto de 2019     | 8 de septiembre de 2019  | 4                | 25              |
| | Bandera de Australia                                       | Ashleigh Barty (2)          | 9 de septiembre de 2019  | 22 de marzo de 2020      | 28               | 35              |
| *El ranking WTA quedó congelado desde el 23 de marzo hasta el 9 de agosto debido a la pandemia surgida por el COVID-19. |                                                            |                             |                          |                          |                  |                 |
| | Bandera de Australia                                       | Ashleigh Barty (2)          | 10 de agosto de 2020     | 3 de abril de 2022       | 86 (114)         | 121             |
| 28 | Bandera de Polonia                                         | Iga Świątek                 | 4 de abril de 2022       | 10 de septiembre de 2023 | 75               | 75              |
| 29 | Bandera de Bielorrusia                                     | Aryna Sabalenka             | 11 de septiembre de 2023 | 5 de noviembre de 2023   | 8                | 8               |
| | Bandera de Polonia                                         | Iga Świątek (2)             | 6 de noviembre de 2023   | Presente                 | 50               | 125             |

### Semanas como n.º 1
(actualizado el 14 de octubre de 2024)

#### Total
| Posición | País                       | Jugadora                | Semanas |
| -------- | -------------------------- | ----------------------- | ------- |
| 1        | Bandera de Alemania        | Steffi Graf             | 377     |
| 2        | /                          | Martina Navratilova     | 332     |
| 3        | Bandera de Estados Unidos  | Serena Williams         | 319     |
| 4        | Bandera de Estados Unidos  | Chris Evert             | 260     |
| 5        | Bandera de Suiza           | Martina Hingis          | 209     |
| 6        | /                          | Monica Seles            | 178     |
| 7        | Bandera de Polonia         | Iga Świątek             | 150     |
| 8        | Bandera de Australia       | Ashleigh Barty          | 121     |
| 9        | Bandera de Bélgica         | Justine Henin           | 117     |
| 10       | Bandera de Estados Unidos  | Lindsay Davenport       | 98      |
| 11       | Bandera de Dinamarca       | Caroline Wozniacki      | 71      |
| 12       | Bandera de Rumania         | Simona Halep            | 64      |
| 13       | Bandera de Bielorrusia     | Victoria Azarenka       | 51      |
| 14       | Bandera de Francia         | Amélie Mauresmo         | 39      |
| 15       | Bandera de Alemania        | Angelique Kerber        | 34      |
| 16       | Bandera de Rusia           | Dinara Safina           | 26      |
| 17       | Bandera de Japón           | Naomi Osaka             | 25      |
| 18       | Bandera de Estados Unidos  | Tracy Austin            | 21      |
| 18       | Bandera de Rusia           | Maria Sharapova         | 21      |
| 20       | Bandera de Bélgica         | Kim Clijsters           | 20      |
| 21       | Bandera de Serbia          | Jelena Janković         | 18      |
| 22       | s                          | Jennifer Capriati       | 17      |
| 23       | Bandera de España          | Arantxa Sánchez Vicario | 12      |
| 23       | Bandera de Serbia          | Ana Ivanovic            | 12      |
| 25       | Bandera de Estados Unidos  | Venus Williams          | 11      |
| 26       | Bandera de República Checa | Karolína Plíšková       | 8       |
| 26       | Bandera de Bielorrusia     | Aryna Sabalenka         | 8       |
| 28       | Bandera de España          | Garbiñe Muguruza        | 4       |
| 29       | Bandera de Australia       | Evonne Goolagong Cawley | 2       |

- En negritas se muestra la jugadora n.º 1 actual.

#### Consecutivas
| Posición | País                 | Jugadora           | Semanas |
| -------- | -------------------- | ------------------ | ------- |
| 1        | Bandera de Dinamarca | Caroline Wozniacki |         |
| 2        | Bandera de Rumania   | Simona Halep       | 46      |

- En negrita se muestra la primera aparición de la jugadora en la tabla.

#### Jugadoras n.º 1 al final de año
| Ocasiones | País                      | Jugadora            |
| --------- | ------------------------- | ------------------- |
| 8         | Bandera de Alemania       | Steffi Graf         |
| 7         | Bandera de Estados Unidos | Martina Navratilova |
| 5         | Bandera de Estados Unidos | Chris Evert         |
| 5         | Bandera de Estados Unidos | Serena Williams     |
| 4         | Bandera de Estados Unidos | Lindsay Davenport   |
| 3         | /                         | Monica Seles        |
| 3         | Bandera de Suiza          | Martina Hingis      |
| 3         | Bandera de Bélgica        | Justine Henin       |
| 3         | Bandera de Australia      | Ashleigh Barty      |
| 2         | Bandera de Dinamarca      | Caroline Wozniacki  |
| 2         | Bandera de Rumania        | Simona Halep        |
| 2         | Bandera de Polonia        | Iga Świątek         |
| 1         | Bandera de Serbia         | Jelena Janković     |
| 1         | Bandera de Bielorrusia    | Victoria Azarenka   |
| 1         | Bandera de Alemania       | Angelique Kerber    |

|}

## Jugadoras Top 10 en Singles
(actualizado el 19 de noviembre de 2018)
Tabla de jugadoras que fueron Top 10, ordenada por mejor ranking alcanzado y fecha más temprana en que lo lograron.
| País                          | Jugadora                | Mejor ranking | Fecha       | Primer ranking Top 10 | Fecha       | Ranking actual |
| ----------------------------- | ----------------------- | ------------- | ----------- | --------------------- | ----------- | -------------- |
| Bandera de Estados Unidos     | Venus Williams          | 1             | 25-Feb-2002 | 10                    | 30-Mar-1998 | 39             |
| Bandera de Dinamarca          | Caroline Wozniacki      | 1             | 11-Oct-2010 | 10                    | 18-May-2009 | 3              |
| Bandera de Bielorrusia        | Victoria Azarenka       | 1             | 30-Ene-2012 | 10                    | 23-Mar-2009 | 51             |
| Bandera de Alemania           | Angelique Kerber        | 1             | 12-Sep-2016 | 10                    | 21-May-2012 | 2              |
| Bandera de República Checa    | Karolína Plíšková       | 1             | 17-Jul-2017 | 8                     | 10-Ago-2015 | 8              |
| Bandera de España             | Garbiñe Muguruza        | 1             | 11-Sep-2017 | 9                     | 13-Jul-2015 | 18             |
| Bandera de Rumania            | Simona Halep            | 1             | 09-Oct-2017 | 10                    | 27-Ene-2014 | 1              |
| Bandera de Rusia              | Svetlana Kuznetsova     | 2             | 10-Sep-2007 | 10                    | 07-Jun-2004 | 107            |
| Bandera de Rusia              | Vera Zvonareva          | 2             | 25-Oct-2010 | 9                     | 09-Ago-2004 | 111            |
| Bandera de República Checa    | Petra Kvitova           | 2             | 31-Oct-2011 | 10                    | 09-May-2011 | 7              |
| Bandera de Ucrania            | Elina Svitolina         | 3             | 11-Sep-2017 | 10                    | 27-Feb-2017 | 4              |
| Bandera de Estados Unidos     | Sloane Stephens         | 3             | 16-Jul-2018 | 9                     | 02-Abr-2018 | 6              |
| Bandera de Francia            | Caroline Garcia         | 4             | 10-Sep-2018 | 9                     | 09-Oct-2017 | 19             |
| Bandera de Japón              | Naomi Osaka             | 1             | 08-Oct-2018 | 7                     | 10-Sep-2018 | 1              |
| Bandera de Italia             | Sara Errani             | 5             | 20-May-2013 | 10                    | 11-Jun-2012 | 108            |
| Bandera de República Checa    | Lucie Safarova          | 5             | 14-Sep-2015 | 7                     | 08-Jun-2015 | 106            |
| Bandera de Letonia            | Jeļena Ostapenko        | 5             | 19-Mar-2018 | 10                    | 11-Sep-2017 | 22             |
| Bandera de Eslovenia          | Mima Jaušovec           | 6             | 22-Mar-1982 | 9                     | 20-Mar-1977 |                |
| Bandera de Estados Unidos     | Chanda Rubin            | 6             | 08-Abr-1996 | 10                    | 30-Ene-1996 | -              |
| Bandera de la Unión Soviética | Olga Morozova           | 7             | 03-Nov-1975 | 7                     | 03-Nov-1975 | -              |
| Bandera de Australia          | Kerry Ann Melville Reid | 7             | 04-Jul-1976 | 10                    | 03-Nov-1975 | -              |
| Bandera de Sudáfrica          | Greer Stevens           | 7             | 07-Jul-1980 | 10                    | 25-Feb-1979 | -              |
| Bandera de Hungría            | Andrea Temesvári        | 7             | 23-Ene-1984 | 10                    | 15-Ago-1983 | -              |
| Bandera de Estados Unidos     | Kathy Rinaldi Stunkel   | 7             | 26-May-1986 | 9                     | 12-Abr-1986 | -              |
| Bandera de Rumania            | Irina Spîrlea           | 7             | 13-Oct-1997 | 10                    | 23-Dic-1996 | -              |
| Bandera de Austria            | Barbara Schett          | 7             | 13-Sep-1999 | 7                     | 13-Sep-1999 | -              |
| Bandera de Francia            | Julie Halard-Decugis    | 7             | 14-Feb-2000 | 10                    | 23-Ago-1999 | -              |
| Bandera de Suiza              | Patty Schnyder          | 7             | 14-Nov-2005 | 10                    | 10-Ago-1998 | 282            |
| Bandera de República Checa    | Nicole Vaidisova        | 7             | 14-May-2007 | 9                     | 07-Ago-2006 | -              |
| Bandera de Francia            | Marion Bartoli          | 7             | 30-Ene-2012 | 10                    | 27-Ago-2007 | -              |
| Bandera de Suiza              | Belinda Bencic          | 7             | 22-Feb-2016 | 9                     | 15-Feb-2016 | 44             |
| Bandera de Italia             | Roberta Vinci           | 7             | 09-May-2016 | 10                    | 22-Feb-2016 | -              |
| Bandera de Estados Unidos     | Madison Keys            | 7             | 10-Oct-2016 | 10                    | 20-Jun-2016 | 17             |
| Bandera de Estados Unidos     | Nancy Richey-Gunter     | 8             | 03-Nov-1975 | 8                     | 03-Nov-1975 | -              |
| Bandera de Estados Unidos     | Bonnie Gadusek          | 8             | 09-Jul-1984 | 10                    | 19-Mar-1984 | -              |
| Bandera de Rusia              | Anna Kournikova         | 8             | 20-Nov-2000 | 10                    | 22-Jun-1998 | -              |
| Bandera de Japón              | Ai Sugiyama             | 8             | 09-Feb-2004 | 10                    | 10-Nov-2003 | -              |
| Bandera de Australia          | Alicia Molik            | 8             | 28-Feb-2005 | 10                    | 31-Ene-2005 | -              |
| Bandera de Rusia              | Ekaterina Makarova      | 8             | 06-Abr-2015 | 10                    | 05-Ene-2015 | 57             |
| Bandera de Francia            | Francoise Durr          | 9             | 03-Nov-1975 | 9                     | 03-Nov-1975 | -              |
| Bandera de Rumania            | Virginia Ruzici         | 9             | 31-Ene-1983 | 10                    | 11-Mar-1979 | -              |
| Bandera de Estados Unidos     | Lisa Bonder-Kreiss      | 9             | 20-Ago-1984 | 9                     | 20-Ago-1984 | -              |
| Bandera de Estados Unidos     | Lori McNeil             | 9             | 04-Jul-1988 | 10                    | 29-Feb-1988 | -              |
| Bandera de los Países Bajos   | Brenda Schultz-McCarthy | 9             | 20-May-1996 | 10                    | 04-Mar-1996 | -              |
| Bandera de Bélgica            | Dominique Monami        | 9             | 12-Oct-1998 | 9                     | 12-Oct-1998 | -              |
| Bandera de Francia            | Sandrine Testud         | 9             | 07-Feb-2000 | 9                     | 07-Feb-2000 | -              |
| Bandera de Argentina          | Paola Suárez            | 9             | 07-Jun-2004 | 9                     | 07-Jun-2004 | -              |
| Bandera de Alemania           | Andrea Petkovic         | 9             | 10-Oct-2011 | 10                    | 08-Ago-2011 | 64             |
| Bandera de Suiza              | Timea Bacsinszky        | 9             | 16-May-2016 | 10                    | 12-Oct-2015 | 196            |
| Bandera de Estados Unidos     | Coco Vandeweghe         | 9             | 15-Ene-2018 | 10                    | 06-Nov-2017 | 103            |
| Bandera de Alemania           | Julia Görges            | 9             | 20-Ago-2018 | 10                    | 05-Feb-2018 | 14             |
| Bandera de los Países Bajos   | Kiki Bertens            | 9             | 22-Oct-2018 | 10                    | 08-Oct-2018 | 9              |
| Bandera de Estados Unidos     | Kathy May Fritz         | 10            | 03-Jul-1977 | 10                    | 03-Jul-1977 | -              |
| Bandera de Estados Unidos     | Kristien Shaw-Kemmer    | 10            | 21-Ago-1977 | 10                    | 21-Ago-1977 | -              |
| Bandera de Estados Unidos     | Barbara Potter          | 10            | 28-Sep-1981 | 10                    | 28-Sep-1981 | -              |
| Bandera de Estados Unidos     | Kathleen Horvath        | 10            | 11-Jun-1984 | 10                    | 11-Jun-1984 | -              |
| Bandera de Canadá             | Carling Bassett-Seguso  | 10            | 07-Ene-1985 | 10                    | 07-Ene-1985 | -              |
| Bandera de Suecia             | Catarina Lindqvist      | 10            | 15-Abr-1985 | 10                    | 15-Abr-1985 | -              |
| Bandera de Estados Unidos     | Stephanie Rehe          | 10            | 13-Mar-1989 | 10                    | 13-Mar-1989 | -              |
| Bandera de Austria            | Barbara Paulus          | 10            | 18-Nov-1996 | 10                    | 18-Nov-1996 | -              |
| Bandera de Eslovaquia         | Karina Habsudova        | 10            | 10-Feb-1997 | 10                    | 10-Feb-1997 | -              |
| Bandera de Rusia              | Maria Kirilenko         | 10            | 10-Jun-2013 | 10                    | 10-Jun-2013 | -              |
| Bandera de Francia            | Kristina Mladenovic     | 10            | 23-Oct-2017 | 10                    | 23-Oct-2017 | 43             |
| Bandera de Rusia              | Daria Kasatkina         | 10            | 22-Oct-2018 | 10                    | 22-Oct-2018 | 10             |

| Jugadoras actualmente clasificadas |

## Jugadoras que lograron ser n.º 1 en el WTA Tour Ranking en dobles
(actualizado el 14 de octubre de 2024)
| País                                  | Jugadora                    | Fecha inicio | Fecha final  | Semanas | Acumulado |
| ------------------------------------- | --------------------------- | ------------ | ------------ | ------- | --------- |
| Bandera de Estados Unidos             | Martina Navratilova (1)     | 3-sep-1984   | 17-mar-1985  | 28      | 28        |
| Bandera de Estados Unidos             | Pam Shriver (2)             | 18-mar-1985  | 19-ene-1986  | 44      | 44        |
| Bandera de Estados Unidos             | Martina Navratilova         | 20-ene-1986  | 20-jul-1986  | 26      | 54        |
| Bandera de Estados Unidos             | Pam Shriver                 | 21-jul-1986  | 17-ago-1986  | 4       | 48        |
| Bandera de Estados Unidos             | Martina Navratilova         | 18-ago-1986  | 4-feb-1990   | 181     | 235       |
| Bandera de República Checa            | Helena Suková (3)           | 5-feb-1990   | 18-feb-1990  | 2       | 2         |
| Bandera de Estados Unidos             | Martina Navratilova         | 19-feb-1990  | 4-mar-1990   | 2       | 237       |
| Bandera de República Checa            | Helena Suková               | 5-mar-1990   | 6-may-1990   | 9       | 11        |
| Bandera de Estados Unidos             | Martina Navratilova         | 7-may-1990   | 13-may-1990  | 1       | 238       |
| Bandera de República Checa            | Helena Suková               | 14-may-1990  | 26-ago-1990  | 15      | 26        |
| Bandera de República Checa            | Jana Novotná (4)            | 27-ago-1990  | 14-oct-1990  | 7       | 7         |
| Bandera de República Checa            | Helena Suková               | 15-oct-1990  | 17-feb-1991  | 18      | 44        |
| Bandera de República Checa            | Jana Novotná                | 18-feb-1991  | 3-mar-1991   | 2       | 9         |
| Bandera de Estados Unidos             | Gigi Fernández (5)          | 4-mar-1991   | 10-mar-1991  | 1       | 1         |
| Bandera de República Checa            | Jana Novotná                | 11-mar-1991  | 31-mar-1991  | 3       | 12        |
| Bandera de Estados Unidos             | Gigi Fernández              | 1-abr-1991   | 7-abr-1991   | 1       | 2         |
| Bandera de República Checa            | Helena Suková               | 8-abr-1991   | 9-jun-1991   | 9       | 53        |
| Bandera de Estados Unidos             | Gigi Fernández              | 10-jun-1991  | 8-sep-1991   | 13      | 15        |
| Bandera de República Checa            | Jana Novotná                | 9-sep-1991   | 6-oct-1991   | 4       | 16        |
| Bandera de la Unión Soviética         | Natasha Zvereva (6)         | 7-oct-1991   | 13-oct-1991  | 1       | 1         |
| Bandera de República Checa            | Jana Novotná                | 14-oct-1991  | 26-ene-1992  | 15      | 31        |
| Bandera de Letonia                    | Larisa Neiland (7)          | 27-ene-1992  | 2-feb-1992   | 1       | 1         |
| Bandera de República Checa            | Jana Novotná                | 3-feb-1992   | 16-feb-1992  | 2       | 33        |
| Bandera de Letonia                    | Larisa Neiland              | 17-feb-1992  | 23-feb-1992  | 1       | 2         |
| Bandera de República Checa            | Jana Novotná                | 24-feb-1992  | 22-mar-1992  | 4       | 37        |
| Bandera de Letonia                    | Larisa Neiland              | 23-mar-1992  | 5-abr-1992   | 2       | 4         |
| Bandera de República Checa            | Jana Novotná                | 6-abr-1992   | 14-jun-1992  | 10      | 47        |
| Bandera de Bielorrusia                | Natasha Zvereva             | 15-jun-1992  | 21-jun-1992  | 1       | 2         |
| Bandera de República Checa            | Jana Novotná                | 22-jun-1992  | 11-oct-1992  | 16      | 63        |
| Bandera de Bielorrusia                | Natasha Zvereva             | 12-oct-1992  | 18-oct-1992  | 1       | 3         |
| Bandera de España                     | Arantxa Sánchez Vicario (8) | 19-oct-1992  | 15-nov-1992  | 4       | 4         |
| Bandera de Bielorrusia                | Natasha Zvereva             | 16-nov-1992  | 22-nov-1992  | 1       | 4         |
| Bandera de República Checa            | Helena Suková               | 23-nov-1992  | 10-ene-1993  | 7       | 60        |
| Bandera de Bielorrusia                | Natasha Zvereva             | 11-ene-1993  | 4-abr-1993   | 12      | 16        |
| Bandera de Estados Unidos             | Gigi Fernández              | 5-abr-1993   | 12-sep-1993  | 23      | 38        |
| Bandera de República Checa            | Helena Suková               | 13-sep-1993  | 31-oct-1993  | 7       | 67        |
| Bandera de Estados Unidos             | Gigi Fernández              | 1-nov-1993   | 14-nov-1993  | 2       | 40        |
| Bandera de República Checa            | Helena Suková               | 15-nov-1993  | 21-nov-1993  | 1       | 68        |
| Bandera de Estados Unidos             | Gigi Fernández              | 22-nov-1993  | 14-ago-1994  | 38      | 78        |
| Bandera de Bielorrusia                | Natasha Zvereva             | 15-ago-1994  | 12-feb-1995  | 26      | 42        |
| Bandera de España                     | Arantxa Sánchez Vicario     | 13-feb-1995  | 26-feb-1995  | 2       | 6         |
| Bandera de Bielorrusia                | Natasha Zvereva             | 27-feb-1995  | 5-mar-1995   | 1       | 43        |
| Bandera de Estados Unidos             | Gigi Fernández              | 6-mar-1995   | 12-mar-1995  | 1       | 79        |
| Bandera de Bielorrusia                | Natasha Zvereva             | 13-mar-1995  | 26-mar-1995  | 2       | 45        |
| Bandera de España                     | Arantxa Sánchez Vicario     | 27-mar-1995  | 5-nov-1995   | 32      | 38        |
| Bandera de Estados Unidos             | Gigi Fernández              | 6-nov-1995   | 12-nov-1995  | 1       | 80        |
| Bandera de España                     | Arantxa Sánchez Vicario     | 13-nov-1995  | 6-abr-1997   | 73      | 111       |
| Bandera de Bielorrusia                | Natasha Zvereva             | 7-abr-1997   | 19-oct-1997  | 28      | 73        |
| Bandera de Estados Unidos             | Lindsay Davenport (9)       | 20-oct-1997  | 2-nov-1997   | 2       | 2         |
| Bandera de Bielorrusia                | Natasha Zvereva             | 3-nov-1997   | 25-ene-1998  | 12      | 85        |
| Bandera de Estados Unidos             | Lindsay Davenport           | 26-ene-1998  | 12-abr-1998  | 11      | 13        |
| Bandera de Bielorrusia                | Natasha Zvereva             | 13-abr-1998  | 7-jun-1998   | 8       | 93        |
| Bandera de Suiza                      | Martina Hingis (10)         | 8-jun-1998   | 2-ago-1998   | 8       | 8         |
| Bandera de República Checa            | Jana Novotná                | 3-ago-1998   | 9-ago-1998   | 1       | 64        |
| Bandera de Estados Unidos             | Lindsay Davenport           | 10-ago-1998  | 16-ago-1998  | 1       | 14        |
| Bandera de Suiza                      | Martina Hingis              | 17-ago-1998  | 25-oct-1998  | 10      | 18        |
| Bandera de Bielorrusia                | Natasha Zvereva             | 26-oct-1998  | 1-nov-1998   | 1       | 94        |
| Bandera de Suiza                      | Martina Hingis              | 2-nov-1998   | 22-nov-1998  | 3       | 21        |
| Bandera de Bielorrusia                | Natasha Zvereva             | 23-nov-1998  | 16-may-1999  | 25      | 119       |
| Bandera de República Checa            | Jana Novotná                | 17-may-1999  | 6-jun-1999   | 3       | 67        |
| Bandera de Suiza                      | Martina Hingis              | 7-jun-1999   | 4-jul-1999   | 4       | 25        |
| Bandera de Bielorrusia                | Natasha Zvereva             | 5-jul-1999   | 1-ago-1999   | 4       | 123       |
| Bandera de Suiza                      | Martina Hingis              | 2-ago-1999   | 22-ago-1999  | 3       | 28        |
| Bandera de Estados Unidos             | Lindsay Davenport           | 23-ago-1999  | 21-nov-1999  | 13      | 27        |
| Bandera de Rusia                      | Anna Kúrnikova (11)         | 22-nov-1999  | 30-ene-2000  | 10      | 10        |
| Bandera de Suiza                      | Martina Hingis              | 31-ene-2000  | 19-mar-2000  | 7       | 35        |
| Bandera de Estados Unidos             | Lindsay Davenport           | 20-mar-2000  | 2-abr-2000   | 2       | 29        |
| Bandera de Estados Unidos             | Corina Morariu (12)         | 3-abr-2000   | 16-abr-2000  | 2       | 2         |
| Bandera de Estados Unidos             | Lindsay Davenport           | 17-abr-2000  | 7-may-2000   | 3       | 32        |
| Bandera de Estados Unidos             | Corina Morariu              | 8-may-2000   | 11-jun-2000  | 5       | 7         |
| Bandera de Estados Unidos             | Lisa Raymond (13)           | 12-jun-2000  | 20-ago-2000  | 10      | 10        |
| Bandera de Estados Unidos             | Lisa Raymond                | 21-ago-2000  | 10-sep-2000  | 3       | 13        |
| Bandera de Australia                  | Rennae Stubbs (14)          | 21-ago-2000  | 10-sep-2000  | 3       | 3         |
| Bandera de Francia                    | Julie Halard-Decugis (15)   | 11-sep-2000  | 22-oct-2000  | 6       | 6         |
| Bandera de Japón                      | Ai Sugiyama (16)            | 23-oct-2000  | 29-oct-2000  | 1       | 1         |
| Bandera de Francia                    | Julie Halard-Decugis        | 30-oct-2000  | 24-dic-2000  | 8       | 14        |
| Bandera de Japón                      | Ai Sugiyama                 | 25-dic-2000  | 26-ago-2001  | 35      | 36        |
| Bandera de Estados Unidos             | Lisa Raymond                | 27-ago-2001  | 8-sep-2002   | 54      | 67        |
| Bandera de Argentina                  | Paola Suárez (17)           | 9-sep-2002   | 3-ago-2003   | 47      | 47        |
| Bandera de Bélgica                    | Kim Clijsters (18)          | 4-ago-2003   | 10-ago-2003  | 1       | 1         |
| Bandera de Japón                      | Ai Sugiyama                 | 11-ago-2003  | 17-ago-2003  | 1       | 37        |
| Bandera de Bélgica                    | Kim Clijsters               | 18-ago-2003  | 7-sep-2003   | 3       | 4         |
| Bandera de España                     | Virginia Ruano (19)         | 8-sep-2003   | 14-sep-2003  | 1       | 1         |
| Bandera de Japón                      | Ai Sugiyama                 | 15-sep-2003  | 9-nov-2003   | 8       | 45        |
| Bandera de Argentina                  | Paola Suárez                | 10-nov-2003  | 25-jul-2004  | 37      | 84        |
| Bandera de España                     | Virginia Ruano              | 26-jul-2004  | 1-ago-2004   | 1       | 2         |
| Bandera de España                     | Virginia Ruano              | 2-ago-2004   | 22-ago-2004  | 3       | 5         |
| Bandera de Argentina                  | Paola Suárez                | 2-ago-2004   | 22-ago-2004  | 3       | 87        |
| Bandera de España                     | Virginia Ruano              | 23-ago-2004  | 16-oct-2005  | 60      | 65        |
| Bandera de Zimbabue                   | Cara Black (20)             | 17-oct-2005  | 5-feb-2006   | 16      | 16        |
| Bandera de Australia                  | Samantha Stosur (21)        | 6-feb-2006   | 9-jul-2006   | 22      | 22        |
| Bandera de Estados Unidos             | Lisa Raymond                | 10-jul-2006  | 8-abr-2007   | 39      | 106       |
| Bandera de Australia                  | Samantha Stosur             | 10-jul-2006  | 8-abr-2007   | 39      | 61        |
| Bandera de Estados Unidos             | Lisa Raymond                | 9-abr-2007   | 10-jun-2007  | 9       | 115       |
| Bandera de Zimbabue                   | Cara Black                  | 11-jun-2007  | 24-jun-2007  | 2       | 18        |
| Bandera de Estados Unidos             | Lisa Raymond                | 25-jun-2007  | 8-jul-2007   | 2       | 117       |
| Bandera de Zimbabue                   | Cara Black                  | 9-jul-2007   | 11-nov-2007  | 18      | 36        |
| Bandera de Zimbabue                   | Cara Black                  | 12-nov-2007  | 18-abr-2010  | 127     | 163       |
| Bandera de Estados Unidos             | Liezel Huber (22)           | 12-nov-2007  | 18-abr-2010  | 127     | 127       |
| Bandera de Estados Unidos             | Liezel Huber                | 19-abr-2010  | 6-jun-2010   | 7       | 134       |
| Bandera de Estados Unidos             | Serena Williams (23)        | 7-jun-2010   | 1-ago-2010   | 8       | 8         |
| Bandera de Estados Unidos             | Venus Williams (24)         | 7-jun-2010   | 1-ago-2010   | 8       | 8         |
| Bandera de Estados Unidos             | Liezel Huber                | 2-ago-2010   | 31-oct-2010  | 13      | 147       |
| Bandera de Argentina                  | Gisela Dulko (25)           | 1-nov-2010   | 27-feb-2011  | 17      | 17        |
| Bandera de Argentina                  | Gisela Dulko                | 28-feb-2011  | 17-abr-2011  | 7       | 24        |
| Bandera de Italia                     | Flavia Pennetta (26)        | 28-feb-2011  | 17-abr-2011  | 7       | 7         |
| Bandera de Italia                     | Flavia Pennetta             | 18-abr-2011  | 3-jul-2011   | 11      | 18        |
| Bandera de República Checa            | Kveta Peschke (27)          | 4-jul-2011   | 11-sep-2011  | 10      | 10        |
| Bandera de Eslovenia                  | Katarina Srebotnik (28)     | 4-jul-2011   | 11-sep-2011  | 10      | 10        |
| Bandera de Estados Unidos             | Liezel Huber                | 12-sep-2011  | 22-abr-2012  | 32      | 179       |
| Bandera de Estados Unidos             | Liezel Huber                | 23-abr-2012  | 9-sep-2012   | 20      | 199       |
| Bandera de Estados Unidos             | Lisa Raymond                | 23-abr-2012  | 9-sep-2012   | 20      | 137       |
| Bandera de Italia                     | Sara Errani (29)            | 10-sep-2012  | 14-oct-2012  | 5       | 5         |
| Bandera de Italia                     | Roberta Vinci (30)          | 15-oct-2012  | 28-abr-2013  | 28      | 28        |
| Bandera de Italia                     | Roberta Vinci               | 29-abr-2013  | 16-feb-2014  | 42      | 70        |
| Bandera de Italia                     | Sara Errani                 | 29-abr-2013  | 16-feb-2014  | 42      | 47        |
| Bandera de la República Popular China | Peng Shuai (31)             | 17-feb-2014  | 11-may-2014  | 12      | 12        |
| Bandera de la República Popular China | Peng Shuai                  | 12-may-2014  | 18-may-2014  | 1       | 13        |
| Bandera de Taiwán                     | Hsieh Su-wei (32)           | 12-may-2014  | 18-may-2014  | 1       | 1         |
| Bandera de la República Popular China | Peng Shuai                  | 19-may-2014  | 8-jun-2014   | 3       | 16        |
| Bandera de la República Popular China | Peng Shuai                  | 9-jun-2014   | 6-jul-2014   | 4       | 20        |
| Bandera de Taiwán                     | Hsieh Su-wei                | 9-jun-2014   | 6-jul-2014   | 4       | 5         |
| Bandera de Italia                     | Roberta Vinci               | 7-jul-2014   | 12-abr-2015  | 40      | 110       |
| Bandera de Italia                     | Sara Errani                 | 7-jul-2014   | 12-abr-2015  | 40      | 87        |
| Bandera de la India                   | Sania Mirza (33)            | 13-abr-2015  | 17-ene-2016  | 40      | 40        |
| Bandera de la India                   | Sania Mirza                 | 18-ene-2016  | 21-ago-2016  | 31      | 71        |
| Bandera de Suiza                      | Martina Hingis              | 18-ene-2016  | 21-ago-2016  | 31      | 66        |
| Bandera de la India                   | Sania Mirza                 | 22-ago-2016  | 8-ene-2017   | 20      | 91        |
| Bandera de Estados Unidos             | Bethanie Mattek-Sands (34)  | 9-ene-2017   | 20-ago-2017  | 32      | 32        |
| Bandera de República Checa            | Lucie Safarova (35)         | 21-ago-2017  | 1-oct-2017   | 6       | 6         |
| Bandera de Suiza                      | Martina Hingis              | 2-oct-2017   | 22-oct-2017  | 3       | 69        |
| Bandera de Suiza                      | Martina Hingis              | 23-oct-2017  | 18-mar-2018  | 21      | 90        |
| Bandera de China Taipéi               | Latisha Chan (36)           | 23-oct-2017  | 18-mar-2018  | 21      | 21        |
| Bandera de China Taipéi               | Latisha Chan                | 19-mar-2018  | 10-jun-2018  | 12      | 33        |
| Bandera de Rusia                      | Ekaterina Makarova (37)     | 11-jun-2018  | 15-jul-2018  | 5       | 5         |
| Bandera de Rusia                      | Elena Vesnina (38)          | 11-jun-2018  | 15-jul-2018  | 5       | 5         |
| Bandera de Hungría                    | Timea Babos (39)            | 16-jul-2018  | 12-ago-2018  | 4       | 4         |
| Bandera de China Taipéi               | Latisha Chan                | 13-ago-2018  | 19-ago-2018  | 1       | 34        |
| Bandera de Hungría                    | Timea Babos                 | 20-ago-2018  | 21-oct-2018  | 9       | 13        |
| Bandera de República Checa            | Katerina Siniakova (40)     | 22-oct-2018  | 13-ene-2019  | 12      | 12        |
| Bandera de República Checa            | Barbora Krejcikova (41)     | 22-oct-2018  | 13-ene-2019  | 12      | 12        |
| Bandera de República Checa            | Katerina Siniakova          | 14-ene-2019  | 9-jun-2019   | 22      | 34        |
| Bandera de Francia                    | Kristina Mladenovic (42)    | 10-jun-2019  | 14-jul-2019  | 5       | 5         |
| Bandera de República Checa            | Barbora Strycova (43)       | 15-jul-2019  | 06-oct-2019  | 12      | 12        |
| Bandera de Francia                    | Kristina Mladenovic         | 07-oct-2019  | 20-oct-2019  | 2       | 7         |
| Bandera de República Checa            | Barbora Strýcová            | 21-oct-2019  | 2-feb-2020   | 15      | 27        |
| Bandera de Taiwán                     | Hsieh Su-wei                | 3-feb-2020   | 23-feb-2020  | 3       | 8         |
| Bandera de Francia                    | Kristina Mladenovic         | 24-feb-2020  | 1-mar-2020   | 1       | 8         |
| Bandera de Taiwán                     | Hsieh Su-wei                | 2-mar-2020   | 22-mar-2020  | 3       | 11        |
| Rankings Congelado                    | Rankings Congelado          | 23-mar-2020  | 9-ago-2020   | 20      | 20        |
| Bandera de Taiwán                     | Hsieh Su-wei                | 10-ago-2020  | 21-feb-2021  | 28      | 39        |
| Bandera de Bielorrusia                | Aryna Sabalenka (44)        | 22-feb-2021  | 4-abr-2021   | 6       | 6         |
| Bandera de Taiwán                     | Hsieh Su-wei                | 5-abr-2021   | 9-may-2021   | 5       | 44        |
| Bandera de Bélgica                    | Elise Mertens (45)          | 10-may-2021  | 16-may-2021  | 1       | 1         |
| Bandera de Francia                    | Kristina Mladenovic         | 17-may-2021  | 13-jun-2021  | 4       | 12        |
| Bandera de República Checa            | Barbora Krejčíková          | 14-jun-2021  | 11-jul-2021  | 4       | 16        |
| Bandera de Bélgica                    | Elise Mertens               | 12-jul-2021  | 12-sep-2021  | 9       | 10        |
| Bandera de Taiwán                     | Hsieh Su-wei                | 13-sep-2021  | 19-sep-2021  | 1       | 45        |
| Bandera de Bélgica                    | Elise Mertens               | 20-sep-2021  | 26-sep-2021  | 1       | 11        |
| Bandera de República Checa            | Barbora Krejčíková          | 27-sep-2021  | 17-oct-2021  | 3       | 19        |
| Bandera de Bélgica                    | Elise Mertens               | 18-oct-2021  | 24-oct-2021  | 1       | 12        |
| Bandera de Taiwán                     | Hsieh Su-wei                | 25-oct-2021  | 31-oct-2021  | 1       | 46        |
| Bandera de Bélgica                    | Elise Mertens               | 1-nov-2021   | 7-nov-2021   | 1       | 13        |
| Bandera de Taiwán                     | Hsieh Su-wei                | 8-nov-2021   | 14-nov-2021  | 1       | 47        |
| Bandera de República Checa            | Katerina Siniakova          | 15-nov-2021  | 23-may-2022  | 26      | 60        |
| Bandera de Bélgica                    | Elise Mertens               | 6-jun-2022   | 14-ago-2022  | 8       | 23        |
| Bandera de Estados Unidos             | Coco Gauff (46)             | 15-ago-2022  | 11-sept-2022 | 4       | 4         |
| Bandera de República Checa            | Katerina Siniakova          | 12-sept-2022 | 10-sept-2023 | 52      | 114       |
| Bandera de Estados Unidos             | Coco Gauff                  | 11-sept-2023 | 17-sept-2023 | 1       | 5         |
| Bandera de Estados Unidos             | Jessica Pegula (47)         | 11-sept-2023 | 17-sept-2023 | 1       | 1         |
| Bandera de República Checa            | Katerina Siniakova          | 18-sept-2023 | 24-sept-2023 | 1       | 115       |
| Bandera de Bélgica                    | Elise Mertens               | 25-sept-2023 | 22-oct-2023  | 4       | 27        |
| Bandera de Estados Unidos             | Coco Gauff                  | 11-sept-2023 | 17-sept-2023 | 2       | 7         |
| Bandera de Estados Unidos             | Jessica Pegula              | 11-sept-2023 | 17-sept-2023 | 1       | 3         |
| Bandera de Australia                  | Storm Hunter (48)           | 6-nov-2023   | 28-ene-2024  | 12      | 12        |
| Bandera de Bélgica                    | Elise Mertens               | 29-ene-2024  | 17-mar-2024  | 6       | 33        |
| Bandera de Taiwán                     | Hsieh Su-wei                | 18-mar-2024  | 9-jun-2024   | 12      | 59        |
| Bandera de Bélgica                    | Elise Mertens               | 10-jun-2024  | 14-jul-2024  | 5       | 38        |
| Bandera de Nueva Zelanda              | Erin Routliffe (49)         | 15-jul-2024  | 8-sep-2024   | 8       | 8         |
| Bandera de República Checa            | Katerina Siniakova          | 9-sep-2024   |              | 6       | 121       |

- En negritas se muestra la primera aparición de la jugadora en la tabla.

### Semanas como n.º 1

#### Total
| Posición | País                                  | Jugadora                | Semanas |
| -------- | ------------------------------------- | ----------------------- | ------- |
| 1        | Bandera de Estados Unidos             | Martina Navratilova     | 238     |
| 2        | Bandera de Estados Unidos             | Liezel Huber            | 199     |
| 3        | Bandera de Zimbabue                   | Cara Black              | 163     |
| 4        | Bandera de Estados Unidos             | Lisa Raymond            | 137     |
| 5        | Bandera de Bielorrusia                | Natasha Zvereva         | 123     |
| 6        | Bandera de República Checa            | Kateřina Siniaková      | 121     |
| 7        | Bandera de España                     | Arantxa Sánchez Vicario | 111     |
| 8        | Bandera de Italia                     | Roberta Vinci           | 110     |
| 9        | Bandera de la India                   | Sania Mirza             | 91      |
| 10       | Bandera de Suiza                      | Martina Hingis          | 90      |
| 11       | Bandera de Argentina                  | Paola Suárez            | 87      |
| 11       | Bandera de Italia                     | Sara Errani             | 87      |
| 13       | Bandera de Estados Unidos             | Gigi Fernández          | 80      |
| 14       | Bandera de República Checa            | Helena Suková           | 68      |
| 15       | Bandera de República Checa            | Jana Novotná            | 67      |
| 16       | Bandera de España                     | Virginia Ruano          | 65      |
| 17       | Bandera de Australia                  | Samantha Stosur         | 61      |
| 18       | Bandera de Taiwán                     | Hsieh Su-wei            | 59      |
| 19       | Bandera de Estados Unidos             | Pam Shriver             | 48      |
| 20       | Bandera de Japón                      | Ai Sugiyama             | 45      |
| 20       | Bandera de China Taipéi               | Latisha Chan            | 45      |
| 22       | Bandera de Bélgica                    | Elise Mertens           | 38      |
| 23       | Bandera de Estados Unidos             | Lindsay Davenport       | 32      |
| 23       | Bandera de Estados Unidos             | Bethanie Mattek-Sands   | 32      |
| 24       | Bandera de República Checa            | Barbora Strýcová        | 27      |
| 26       | Bandera de Argentina                  | Gisela Dulko            | 24      |
| 27       | Bandera de la República Popular China | Peng Shuai              | 20      |
| 28       | Bandera de República Checa            | Barbora Krejčíková      | 19      |
| 29       | Bandera de Italia                     | Flavia Pennetta         | 18      |
| 30       | Bandera de Francia                    | Julie Halard-Decugis    | 14      |
| 31       | Bandera de Hungría                    | Timea Babos             | 13      |
| 32       | Bandera de Francia                    | Kristina Mladenovic     | 12      |
| 32       | Bandera de Australia                  | Storm Hunter            | 12      |
| 34       | Bandera de Rusia                      | Anna Kúrnikova          | 10      |
| 34       | Bandera de República Checa            | Kveta Peschke           | 10      |
| 34       | Bandera de Eslovenia                  | Katarina Srebotnik      | 10      |
| 37       | Bandera de Nueva Zelanda              | Erin Routliffe          | 8       |
| 38       | Bandera de Estados Unidos             | Serena Williams         | 8       |
| 38       | Bandera de Estados Unidos             | Venus Williams          | 8       |
| 40       | Bandera de Estados Unidos             | Corina Morariu          | 7       |
| 40       | Bandera de Estados Unidos             | Coco Gauff              | 7       |
| 42       | Bandera de República Checa            | Lucie Safarova          | 6       |
| 42       | Bandera de Bielorrusia                | Aryna Sabalenka         | 6       |
| 44       | Bandera de Rusia                      | Ekaterina Makarova      | 5       |
| 44       | Bandera de Rusia                      | Elena Vesnina           | 5       |
| 46       | Bandera de Bélgica                    | Kim Clijsters           | 4       |
| 46       | Bandera de Letonia                    | Larisa Neiland          | 4       |
| 48       | Bandera de Australia                  | Rennae Stubbs           | 3       |
| 48       | Bandera de Estados Unidos             | Jessica Pegula          | 3       |

- En negritas se muestra la jugadora o las jugadoras n.º 1 actual.

#### Consecutivas
| 1  | Bandera de Estados Unidos | Martina Navratilova     | 181 |
| 2  | Bandera de Zimbabue       | Cara Black              | 145 |
| 3  | Bandera de Estados Unidos | Liezel Huber            | 134 |
| 4  | Bandera de la India       | Sania Mirza             | 91  |
| 5  | Bandera de España         | Arantxa Sánchez Vicario | 73  |
| 6  | Bandera de Italia         | Roberta Vinci           | 70  |
| 7  | Bandera de España         | Virginia Ruano          | 64  |
| 8  | Bandera de Australia      | Samantha Stosur         | 61  |
| 9  | Bandera de Estados Unidos | Lisa Raymond            | 54  |
| 10 | Bandera de Estados Unidos | Liezel Huber            | 52  |
| 11 | Bandera de Estados Unidos | Lisa Raymond            | 48  |
| 12 | Bandera de Argentina      | Paola Suárez            | 47  |
| 13 | Bandera de Estados Unidos | Pam Shriver             | 44  |
| 14 | Bandera de Italia         | Sara Errani             | 42  |
| 15 | Bandera de Italia         | Sara Errani             | 40  |
| 15 | Bandera de Italia         | Roberta Vinci           | 40  |

- En negrita se muestra la primera aparición de la jugadora en la tabla.

#### Jugadoras n.º 1 al final de año
| Posición | País                       | Jugadora                | Ocasiones |
| -------- | -------------------------- | ----------------------- | --------- |
| 1        | Bandera de Estados Unidos  | Martina Navratilova     | 5         |
| 2        | Bandera de Zimbabue        | Cara Black              | 4         |
| 3        | Bandera de Estados Unidos  | Liezel Huber            | 4         |
| 4        | Bandera de Bielorrusia     | Natasha Zvereva         | 3         |
| 5        | Bandera de Italia          | Roberta Vinci           | 3         |
| 6        | Bandera de República Checa | Katerina Siniakova      | 3         |
| 7        | Bandera de República Checa | Helena Suková           | 2         |
| 8        | Bandera de España          | Arantxa Sánchez Vicario | 2         |
| 9        | Bandera de Estados Unidos  | Lisa Raymond            | 2         |
| 10       | Bandera de Argentina       | Paola Suárez            | 2         |
| 11       | Bandera de Italia          | Sara Errani             | 2         |
| 12       | Bandera de Estados Unidos  | Pam Shriver             | 1         |
| 13       | Bandera de Checoslovaquia  | Jana Novotná            | 1         |
| 14       | Bandera de Estados Unidos  | Gigi Fernández          | 1         |
| 15       | Bandera de Rusia           | Anna Kúrnikova          | 1         |
| 16       | Bandera de Japón           | Ai Sugiyama             | 1         |
| 17       | Bandera de España          | Virginia Ruano          | 1         |
| 18       | Bandera de Argentina       | Gisela Dulko            | 1         |
| 19       | Bandera de Australia       | Samantha Stosur         | 1         |
| 20       | Bandera de la India        | Sania Mirza             | 1         |
| 21       | Bandera de Suiza           | Martina Hingis          | 1         |
| 22       | Bandera de China Taipéi    | Yung-Jan Chan           | 1         |
| 23       | Bandera de República Checa | Barbora Krejčíková      | 1         |
| 24       | Bandera de República Checa | Barbora Strýcová        | 1         |
| 25       | Bandera de China Taipéi    | Su-wei Hsieh            | 1         |
| 26       | Bandera de Australia       | Storm Hunter            | 1         |

## Máximas ganadoras de partidos en torneos de Grand Slam
Actualizado en junio de 2024
|     | Australian Open     | #  |
| --- | ------------------- | -- |
| 1.  | Serena Williams     | 92 |
| 2.  | María Sharápova     | 57 |
| 3.  | Lindsay Davenport   | 56 |
| 4.  | Venus Williams      | 54 |
| 5.  | Martina Hingis      | 52 |
| 6.  | Victoria Azarenka   | 50 |
| 7.  | Steffi Graf         | 47 |
| 8.  | Martina Navratilova | 46 |
| 9.  | / Monica Seles      | 43 |
| 10. | Kim Clijsters       | 43 |

|     | Roland Garros           | #  |
| --- | ----------------------- | -- |
| 1.  | Steffi Graf             | 84 |
| 2.  | Chris Evert             | 72 |
| =.  | Arantxa Sánchez-Vicario | 72 |
| 4.  | Serena Williams         | 69 |
| 5.  | Conchita Martínez       | 62 |
| 6.  | María Sharápova         | 56 |
| 7.  | / Monica Seles          | 54 |
| 8.  | Svetlana Kuznetsova     | 52 |
| 9.  | / Martina Navratilova   | 51 |
| 10. | Venus Williams          | 48 |

|     | Wimbledon             | #   |
| --- | --------------------- | --- |
| 1.  | / Martina Navratilova | 120 |
| 2.  | Serena Williams       | 98  |
| 3.  | Chris Evert           | 96  |
| 4.  | Venus Williams        | 89  |
| 5.  | Steffi Graf           | 74  |
| 6.  | Jana Novotná          | 50  |
| 7.  | Lindsay Davenport     | 49  |
| 8.  | María Sharápova       | 46  |
| 9.  | Agnieszka Radwańska   | 43  |
| 10. | Gabriela Sabatini     | 42  |
| =   | Virginia Wade         | 42  |

|     | Abierto de Estados Unidos | #   |
| --- | ------------------------- | --- |
| 1.  | Serena Williams           | 106 |
| 2.  | Chris Evert               | 101 |
| 3.  | / Martina Navratilova     | 89  |
| 4.  | Venus Williams            | 79  |
| 5.  | Steffi Graf               | 73  |
| 6.  | Lindsay Davenport         | 62  |
| 7.  | Arantxa Sánchez-Vicario   | 56  |
| 8.  | / Monica Seles            | 54  |
| 9.  | Gabriela Sabatini         | 51  |
| 10. | Zina Garrison             | 47  |

## Máximas ganadoras de títulos de Grand Slam
Actualizado en Junio 2024
- En negrita: jugadoras activas

|    | Australian Open     | #  |
| -- | ------------------- | -- |
| 1. | Margaret Court      | 11 |
| 2. | Serena Williams     | 7  |
| 3. | Nancye Wynne        | 6  |
| 4. | Daphne Akhurst      | 5  |
| 5. | Evonne Goolagong    | 4  |
| 5. | Steffi Graf         | 4  |
| 5. | / Monica Seles      | 4  |
| 8  | Joan Hartigan       | 3  |
| 8. | Martina Navrátilová | 3  |
| 8. | Martina Hingis      | 3  |

|     | Roland Garros           | # |
| --- | ----------------------- | - |
| 1.  | Chris Evert             | 7 |
| 2.  | Suzanne Lenglen         | 6 |
| 2.  | Steffi Graf             | 6 |
| 4.  | Adine Masson            | 5 |
| 4.  | Margaret Court          | 5 |
| 6.  | Iga Swiatek             | 4 |
| 6.  | Kate Gillou             | 4 |
| 6.  | Jeanne Matthey          | 4 |
| 6.  | Helen Wills             | 4 |
| 6.  | Justine Henin           | 4 |
| 11. | Arantxa Sánchez Vicario | 3 |

|     | Wimbledon                | # |
| --- | ------------------------ | - |
| 1.  | / Martina Navrátilová    | 9 |
| 2.  | Helen Wills              | 8 |
| 3.  | Dorothea Douglass        | 7 |
| 4.  | Steffi Graf              | 7 |
| 5.  | Serena Williams          | 7 |
| 6.  | Suzanne Lenglen          | 6 |
| 7.  | Billie Jean King         | 6 |
| 8.  | Blanche Bingley Hillyard | 6 |
| 9.  | Charlotte Cooper         | 5 |
| 10. | Venus Williams           | 5 |
| 11. | Lottie Dod               | 5 |

|   | Abierto de Estados Unidos | # |
| - | ------------------------- | - |
| 1 | / Molla Bjurstedt         | 8 |
| 2 | Helen Wills               | 7 |
| 3 | Chris Evert               | 6 |
| 3 | Serena Williams           | 6 |
| 5 | Steffi Graf               | 5 |
| 5 | Margaret Court            | 5 |
| 7 | Elisabeth Moore           | 4 |
| 7 | Hazel Hotchkiss           | 4 |
| 7 | Helen Hull Jacobs         | 4 |
| 7 | Alice Marble              | 4 |
| 7 | Pauline Betz              | 4 |
| 7 | Maria Bueno               | 4 |
| 7 | Billie Jean King          | 4 |
| 7 | / Martina Navrátilová     | 4 |

## Títulos WTA individuales y finales
Actualizado el 9 de septiembre de 2024.
|     | Títulos               | #   |
| --- | --------------------- | --- |
| 1.  | / Martina Navratilova | 167 |
| 2.  | Chris Evert           | 157 |
| 3.  | Steffi Graf           | 107 |
| 4.  | Evonne Goolagong      | 84  |
| 5.  | Serena Williams       | 73  |
| 6.  | Billie Jean King      | 67  |
| 7.  | Lindsay Davenport     | 55  |
| 8.  | / Monica Seles        | 53  |
| 9.  | Venus Williams        | 49  |
| 10. | Martina Hingis        | 43  |
| 10. | Justine Henin         | 43  |

|     | Títulos (Activas)        | #  |
| --- | ------------------------ | -- |
| 1.  | Petra Kvitova            | 31 |
| 2.  | Caroline Wozniacki       | 30 |
| 3.  | Simona Halep             | 24 |
| 4.  | Iga Świątek              | 22 |
| 4.  | Victoria Azarenka        | 21 |
| 6.  | Karolína Plíšková        | 17 |
| 7.  | Elina Svitolina          | 17 |
| 8.  | Aryna Sabalenka          | 16 |
| 9.  | Anastasia Pavlyuchenkova | 12 |
| 10. | Caroline Garcia          | 11 |

|    | Finales                 | #   |
| -- | ----------------------- | --- |
| 1. | / Martina Navratilova   | 239 |
| 2. | Chris Evert             | 230 |
| 3. | Steffi Graf             | 138 |
| 4. | Evonne Goolagong        | 127 |
| 5. | Serena Williams         | 98  |
| 6. | Lindsay Davenport       | 93  |
| 7. | / Monica Seles          | 85  |
| 8. | Venus Williams          | 83  |
| 9. | Arantxa Sánchez Vicario | 77  |
| 10 | Martina Hingis          | 69  |

|     | Finales (Activas)        | #  |
| --- | ------------------------ | -- |
| 1.. | Venus Williams           | 83 |
| 2.  | Svetlana Kuznetsova      | 42 |
| 3.  | Simona Halep             | 42 |
| 4.  | Victoria Azarenka        | 41 |
| 5.  | Petra Kvitová            | 40 |
| 6.  | Karolína Plíšková        | 32 |
| 7.  | Angelique Kerber         | 32 |
| 8.  | Vera Zvonareva           | 30 |
| 9.  | Anastasia Pavlyuchenkova | 21 |
| 10. | Elina Svitolina          | 19 |

## WTA líderes en premios en dinero
- Las 15 líderes de la carrera de dinero.[1] Actualizado el 9 de septiembre de 2024.

| N.º | Todos los tiempos   | Premio en dinero |
| --- | ------------------- | ---------------- |
| 1   | Serena Williams     | $94,816,730      |
| 2   | Venus Williams      | $42,403,103      |
| 3   | Simona Halep        | $40,203,437      |
| 4   | María Sharápova     | $38,777,962      |
| 5   | Victoria Azarenka   | $38,050,197      |
| 6   | Petra Kvitova       | $37,252,032      |
| 7   | Caroline Wozniacki  | $36,441,868      |
| 8   | Angelique Kerber    | $32,519,180      |
| 9   | Iga Swiatek         | $32,106,991      |
| 10  | Aryna Sabalenka     | $28,361,708      |
| 11  | Agnieszka Radwańska | $27,683,807      |
| 12  | Karolína Plíšková   | $26,111,050      |
| 13  | Svetlana Kuznetsova | $25,816,890      |
| 14  | Garbiñe Muguruza    | $24,813,379      |
| 15  | Martina Hingis      | $24,749,074      |

| N.º | Activas            | Premio en Dinero |
| --- | ------------------ | ---------------- |
| 1   | Simona Halep       | $40,203,437      |
| 2   | Victoria Azarenka  | $38,050,197      |
| 3   | Petra Kvitova      | $37,252,032      |
| 4   | Caroline Wozniacki | $36,441,868      |
| 5   | Angelique Kerber   | $32,519,180      |
| 6   | Iga Świątek        | $32,106,991      |
| 7   | Aryna Sabalenka    | $28,361,708      |
| 8   | Karolína Plíšková  | $26,111,050      |
| 9   | Elina Svitolina    | $24,309,612      |
| 10  | Naomi Osaka        | $21,946,163      |
| 11  | Sloane Stephens    | $18,840,940      |
| 12  | Madison Keys       | $18,731,922      |
| 13  | Caroline Garcia    | $18,232,121      |
| 14  | Vera Zvonareva     | $16,549,599      |
| 15  | Jeļena Ostapenko   | $16,185,764      |

| N.º | Una sola temporada  | Premio en Dinero | Años |
| --- | ------------------- | ---------------- | ---- |
| 1   | Serena Williams     | $12,385,572      | 2013 |
| 2   | Ashleigh Barty      | $11,307,587      | 2019 |
| 3   | Serena Williams (2) | $10,582,642      | 2015 |
| 4   | Angelique Kerber    | $10,136,615      | 2016 |
| 5   | Iga Świątek         | 9,857,686        | 2022 |
| 6   | Iga Świątek (2)     | $9,875,525       | 2023 |
| 7   | Serena Williams (3) | $9,317,298       | 2014 |
| 8   | Aryna Sabalenka     | $8,202,653       | 2023 |
| 9   | Victoria Azarenka   | $7,923,920       | 2012 |
| 10  | Serena Williams (4) | $7,675,030       | 2016 |
| 11  | Simona Halep        | $7,409,564       | 2018 |
| 12  | Serena Williams (5) | $7,045,975       | 2012 |
| 13  | Simona Halep (2)    | $6,962,442       | 2019 |
| 14  | Naomi Osaka         | $6,788,282       | 2019 |
| 15  | Coco Gauff          | $6,669,622       | 2023 |

## Líderes en servicio
Las 10 líderes en servicio. actualizado el 3 de diciembre de 2015.
|    | Todos los tiempos       | MPH   | KPH   | Año  | Lugar                     |
| -- | ----------------------- | ----- | ----- | ---- | ------------------------- |
| 1. | Sabine Lisicki          | 131,0 | 210,8 | 2014 | Stanford                  |
| 2. | Venus Williams          | 129,0 | 207,6 | 2007 | Abierto de Estados Unidos |
| 3. | Serena Williams         | 128,6 | 207.0 | 2013 | Abierto de Australia      |
| 4. | Julia Görges            | 126,1 | 203,0 | 2012 | Roland Garros             |
| 5. | Brenda Schultz-McCarthy | 126,0 | 202,7 | 2007 | Indian Wells              |
| 6. | Nadia Kichenok          | 125,5 | 202,0 | 2014 | Abierto de Australia      |
| 7. | Lucie Hradecka          | 125,0 | 201,2 | 2015 | Wimbledon                 |
| 8. | Anna-Lena Groenefeld    | 125,0 | 201,1 | 2009 | Indian Wells              |
| 9  | Ana Ivanovic            | 124,9 | 201,0 | 2007 | Roland Garros             |
| 9. | Denisa Allertová        | 124,9 | 201,0 | 2015 | Abierto de Australia      |

|    | Año 2015         | MPH   | KPH   | Lugar                     |
| -- | ---------------- | ----- | ----- | ------------------------- |
| 1. | Serena Williams  | 128,0 | 206,0 | Indian Wells              |
| 2. | Lucie Hradecka   | 125,0 | 201,2 | Wimbledon                 |
| 2. | Sabine Lisicki   | 125,0 | 201,2 | Abierto de Estados Unidos |
| 4. | Denisa Allertová | 124,9 | 201,0 | Abierto de Australia      |
| 5. | Madison Keys     | 124,0 | 199,6 | Abierto de Estados Unidos |
| 5. | Venus Williams   | 124,0 | 199,6 | Abierto de Estados Unidos |
| 7. | Caroline Garcia  | 123,7 | 199,0 | Roland Garros             |
| 7. | Polona Hercog    | 123,7 | 199,0 | Abierto de Australia      |
| 9. | Océane Dodin     | 123,0 | 197,9 | Abierto de Estados Unidos |
| 9. | Coco Vandeweghe  | 123,0 | 197,9 | Indian Wells              |